# Баяндаевский район

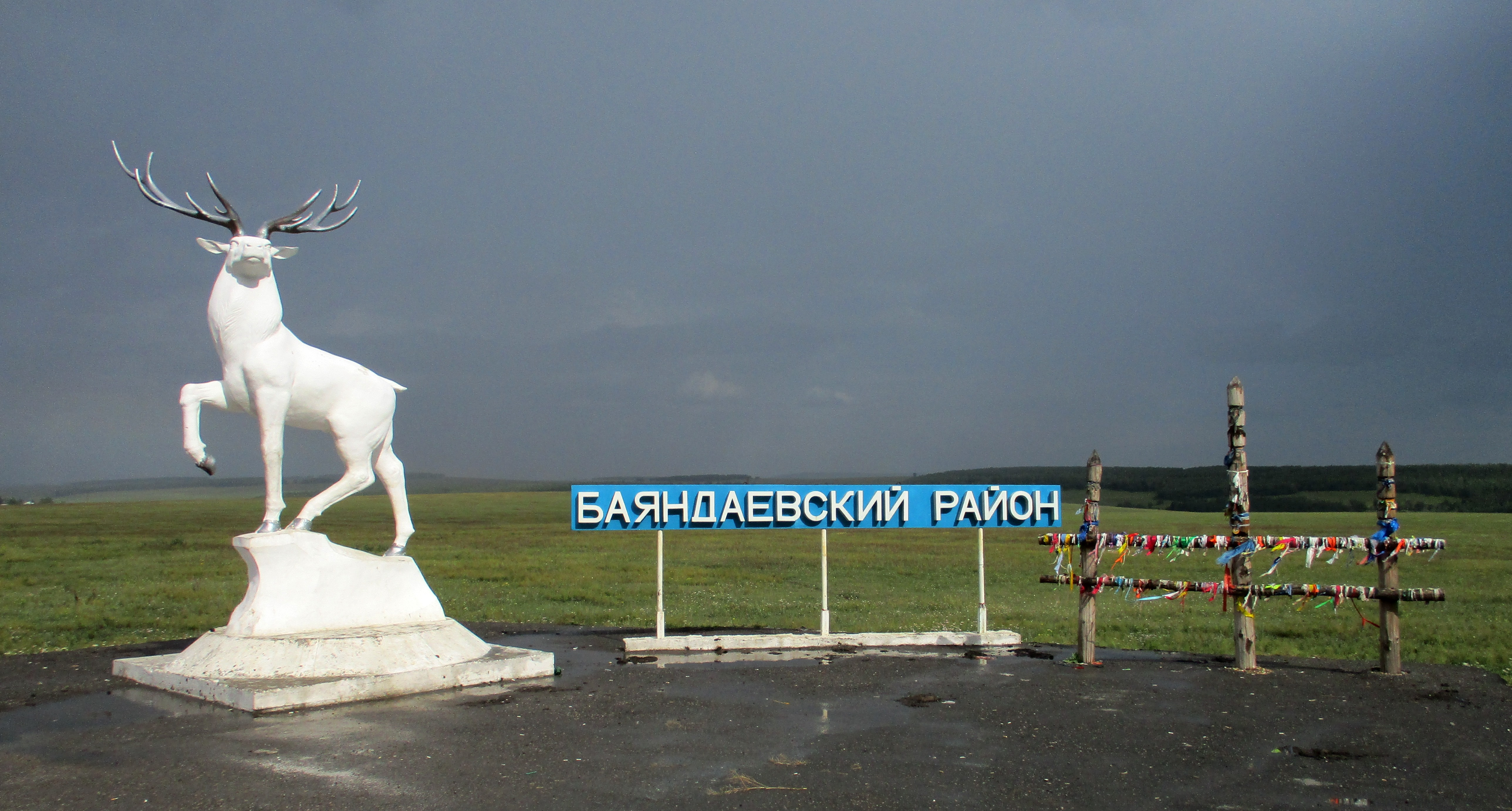
Знак на въезде в район

Баянда́евский райо́н (бур. Баяндайн аймаг) — административно-территориальное образование (район) и муниципальное образование (муниципальный район) в Иркутской области России. Входит в Усть-Ордынский Бурятский округ.
Административный центр — село Баяндай.

## География
Район расположен в пределах Лено-Ангарского плато (свыше 1000 м) Среднесибирского плоскогорья в Иркутско-Балаганской лесостепи.
Граничит с Качугским, Эхирит-Булагатским и Ольхонским районами области.
Климат резко континентальный: зима продолжительная, малоснежная, температура воздуха достигает −40…-50°С, лето короткое, жаркое — до +35…+40°С. Промерзание грунтов до 3 м. Сейсмичность — 8 баллов.
Основные реки: Тамара, Мурин, Ишин-гол, Унгура, Ходанца.
Ресурсы
Район располагает значительными запасами галечника (месторождение в 1,5 км от села Хогот), разнообразными глинами и суглинками (месторождения Баяндаевское, Мельзанское, Люрское), ракушечника (Лидинск), используемого в птицеводстве. Разведаны крупное месторождение каменного угля Лапхайское и ряд месторождений бурого угля: Байшинское, Тухумское, Кырменское, Еленинское, Вершинское.
В районе находится крупное термокарстовое озеро с лечебными грязями Нуху-Нур, а также группа более мелких озёр.

## История
Баяндаевский район образован в апреле 1941 года из частей территории Эхирит-Булагатского и Иркутского районов.

## Население
| 1959    | 1979    | 1989    | 2002    | 2009    | 2010    | 2011    |
| ------- | ------- | ------- | ------- | ------- | ------- | ------- |
| 18 330  | ↘14 230 | ↗14 808 | ↘13 730 | ↘12 654 | ↘11 529 | ↘11 472 |
| 2012    | 2013    | 2014    | 2015    | 2016    | 2017    | 2021    |
| ↘11 279 | ↘11 260 | ↘11 191 | ↘11 030 | ↘11 027 | ↘11 018 | ↗11 655 |

## Муниципально-территориальное устройство
В рамках организации местного самоуправления в Баяндаевском районе было образовано 12 муниципальных образований со статусом сельских поселений:
| №  | Муниципальное образование | Административный центр | Количество населённых пунктов | Население (чел.) | Площадь (км²) |
| -- | ------------------------- | ---------------------- | ----------------------------- | ---------------- | ------------- |
| 1  | Баяндай                   | село Баяндай           | 1                             | ↘2626            | 9,73          |
| 2  | Васильевск                | село Васильевка        | 4                             | ↗575             | 303,02        |
| 3  | Гаханы                    | деревня Бадагуй        | 5                             | ↗482             | 145,34        |
| 4  | Курумчинский              | деревня Загатуй        | 7                             | ↗1442            | 577,44        |
| 5  | Кырма                     | село Байша             | 4                             | ↘377             | 654,40        |
| 6  | Люры                      | деревня Люры           | 3                             | →640             | 121,29        |
| 7  | Нагалык                   | село Нагалык           | 5                             | ↘584             | 618,98        |
| 8  | Ользоны                   | село Ользоны           | 4                             | ↗928             | 215,05        |
| 9  | Покровка                  | деревня Покровка       | 3                             | ↘656             | 118,27        |
| 10 | Половинка                 | село Половинка         | 4                             | ↗830             | 159,34        |
| 11 | Тургеневка                | село Тургеневка        | 1                             | ↘475             | 312,99        |
| 12 | Хогот                     | село Хогот             | 7                             | ↗1403            | 499,37        |

### Населённые пункты
В Баяндаевском районе 48 населённых пунктов.
| №  | Населённый пункт | Тип     | Население | Муниципальное образование |
| -- | ---------------- | ------- | --------- | ------------------------- |
| 1  | Бадагуй          | деревня | ↘274      | Гаханы                    |
| 2  | Байша            | село    | ↘252      | Кырма                     |
| 3  | Бахай 1-й        | деревня | ↗152      | Курумчинский              |
| 4  | Бахай 2-й        | деревня | ↘19       | Люры                      |
| 5  | Баяндай          | село    | ↘2626     | Баяндай                   |
| 6  | Бохолдой         | деревня | ↘86       | Люры                      |
| 7  | Васильевка       | село    | ↘345      | Васильевск                |
| 8  | Вершининск       | деревня | ↘19       | Нагалык                   |
| 9  | Духовщина        | деревня | ↘45       | Хогот                     |
| 10 | Еленинск         | деревня | ↗78       | Нагалык                   |
| 11 | Загатуй          | деревня | ↘666      | Курумчинский              |
| 12 | Идыгей           | деревня | ↘94       | Гаханы                    |
| 13 | Кайзаран         | деревня | ↘160      | Хогот                     |
| 14 | Каменка          | посёлок | ↘2        | Гаханы                    |
| 15 | Кокорина         | деревня | ↘255      | Ользоны                   |
| 16 | Лидинская        | деревня | ↗86       | Васильевск                |
| 17 | Люры             | деревня | ↘566      | Люры                      |
| 18 | Малан            | деревня | ↘27       | Кырма                     |
| 19 | Маралтуй         | деревня | ↗59       | Гаханы                    |
| 20 | Маяк             | посёлок | ↘54       | Половинка                 |
| 21 | Мильзан          | деревня | →7        | Покровка                  |
| 22 | Молой            | деревня | ↘58       | Гаханы                    |
| 23 | Нагалык          | село    | ↘432      | Нагалык                   |
| 24 | Нагатай          | деревня | ↘80       | Кырма                     |
| 25 | Наумовка         | деревня | ↘180      | Курумчинский              |
| 26 | Нуху-Нур         | деревня | ↘82       | Нагалык                   |
| 27 | Ныгей            | деревня | ↘91       | Курумчинский              |
| 28 | Ользоны          | село    | ↘658      | Ользоны                   |
| 29 | Онгой            | деревня | ↘30       | Ользоны                   |
| 30 | Покровка         | деревня | ↘618      | Покровка                  |
| 31 | Половинка        | село    | ↘405      | Половинка                 |
| 32 | Сондой           | деревня |           | Ользоны                   |
| 33 | Старый Хогот     | деревня | ↘55       | Хогот                     |
| 34 | Толстовка        | деревня | ↘56       | Васильевск                |
| 35 | Тургеневка       | село    | ↘475      | Тургеневка                |
| 36 | Тухум            | деревня | ↗84       | Кырма                     |
| 37 | Тыпкысыр         | деревня | ↘9        | Нагалык                   |
| 38 | Улан             | деревня | ↘133      | Половинка                 |
| 39 | Хандабай         | деревня | ↘10       | Курумчинский              |
| 40 | Хандагай         | деревня | ↘141      | Хогот                     |
| 41 | Харагун          | деревня | ↘106      | Васильевск                |
| 42 | Хатар-Хадай      | село    | ↘306      | Курумчинский              |
| 43 | Хиней            | деревня | ↘48       | Курумчинский              |
| 44 | Хогот            | село    | ↘848      | Хогот                     |
| 45 | Хотогор          | деревня | ↘17       | Хогот                     |
| 46 | Шаманка          | деревня | ↘249      | Половинка                 |
| 47 | Шехаргун         | деревня | ↘47       | Покровка                  |
| 48 | Шитхулун         | деревня | ↗155      | Хогот                     |

### Упразднённые населённые пункты
- деревня Зангут – в конце 2013 года при распространении действия закона упразднённого Усть-Ордынского Бурятского автономного округа о статусе и границах его муниципальных образований на территорию расширившейся Иркутской области и актуализации данных деревня была исключена из реестров. До этого учитывалась как отдельный населённый пункт, в том числе в ежегодных статистических бюллетенях Иркутскстата. Ныне считается частью села Половинка.

## Экономика
В общей структере производства сельское хозяйство занимает 60 %, промышленность — 15,9 %. На территории района сельскохозяйственным производством занимаются 7 сельхозорганизаций, 160 КФХ, 4153 ЛПХ.

## Социальная сфера
В Баяндаевском районе функционируют 12 средних, 2 основных, 12 начальных, 13 дошкольных и 2 центра дополнительного образования.
Действуют 21 фельдшерский пункт, 4 сельские врачебные амбулатории, 2 участковые больницы и одна районная больница.

## Достопримечательности
- На территории района расположено озеро Нуху-Нур, известное своими целебными грязями[21]. Находится в 13 км к северу от устья реки Анги. На берегу озера, в деревне Нагалык, находится санаторий[22].